# Ğazı I Giray
Ğazı I Giray, född 1504, död 1524, var Krimkhanatets khan 1523–1524. 